# أشدق (اسم)
أَشْدَق هو اسم علم مذكر من أصل عربي، ومعناه هو صفة مشبَّهة تدلّ على الثبوت من شدِقَ: واسِع الشِّدْقَيْن خطِيبٌ أشدقُ: جهير مُفوَّه.